# Lâu đài Parič
Lâu đài Parič (còn có tên Paričov, Trebišovský hay lâu đài Trebišov) là tàn tích của một lâu đài nước tọa lạc tại thị trấn Trebišov thuộc Slovakia.

## Lịch sử
Tòa lâu đài được xây dựng từ thế kỷ 13, sau cuộc xâm lược của người Tatar. Nơi này được nhắc đến lần đầu tiên vào năm 1327 với tên gọi "Castrum Parys". Năm 1684, tòa lâu đài bị quân đội của Emeric Thököly chiếm đóng và bị nổ tung chỉ 2 năm sau đó. Đến năm 1786, tàn tích còn lại của lâu đài ban đầu được dùng để xây dựng một lâu đài mới theo phong cách Baroque cho gia tộc Andrássy. Sau khi rơi vào tay quân Tiệp Khắc và Liên Xô, tòa lâu đài đã bị phá hủy hoàn toàn và trở thành một nơi huấn luận bắn. Hiện nay toàn bộ lâu đài chỉ còn lại một bức tường.